# Pemberton (West-Australië)
Pemberton is een plaats in de regio South West in West-Australië. Het ligt 335 kilometer ten zuiden van Perth en 156 kilometer ten zuidwesten van Bunbury. Tijdens de volkstelling van 2021 telde Pemberton 861 inwoners.

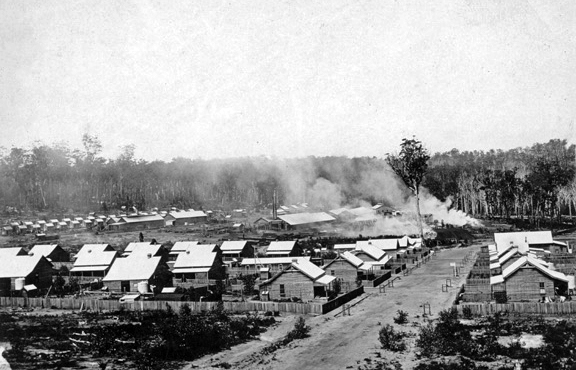
Pemberton 1919

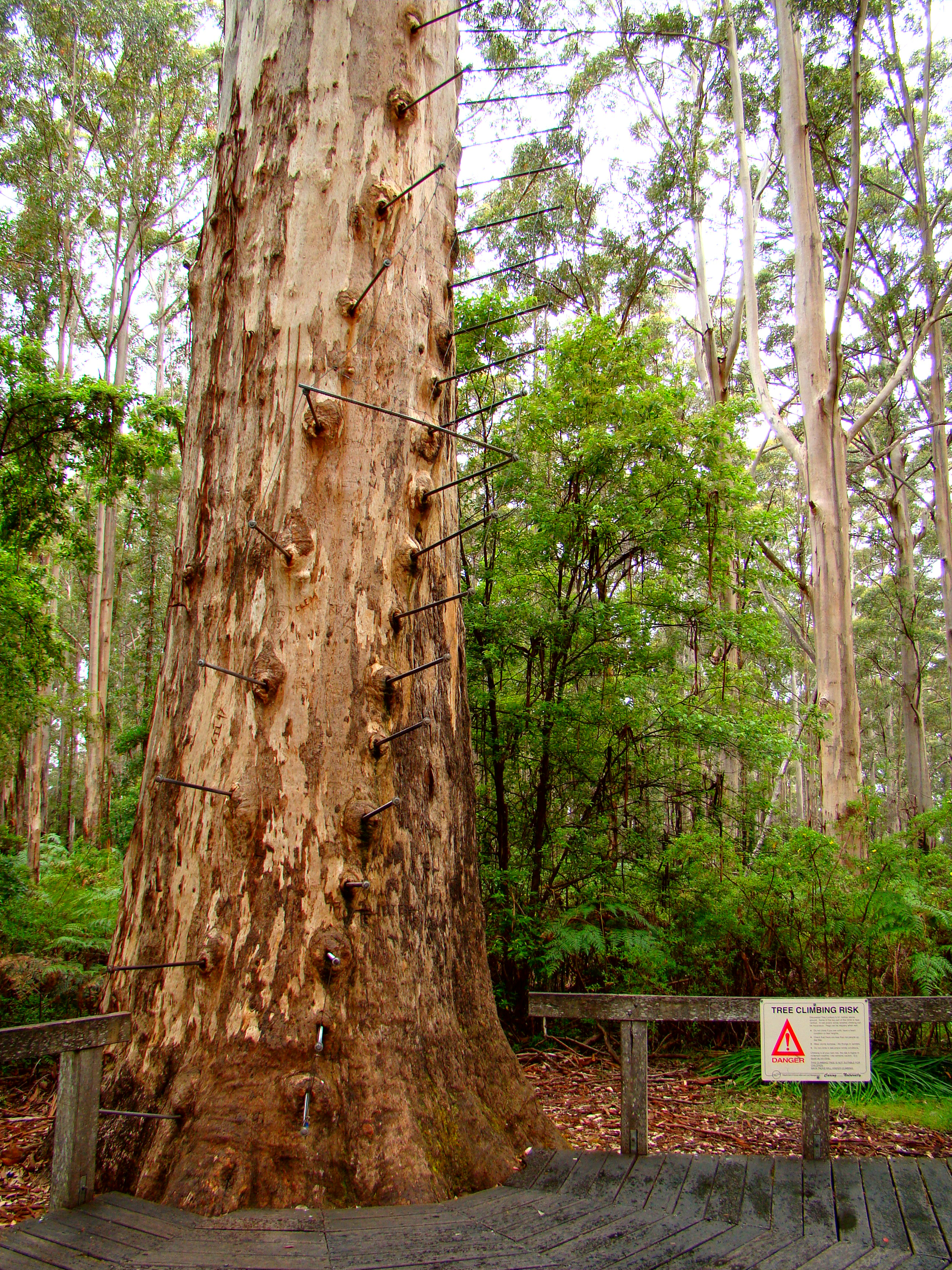
'Gloucester Tree'

## Geschiedenis
De oorspronkelijke bewoners waren de Bibbulmun Aboriginals die de streek 'Wandergarup' noemden, wat "meer dan voldoende water" betekent. In 1861 verkenden Edward Reveley Brockman, zijn schoonbroer Gerald de Courcy Lefroy en zijn nonkel Pemberton Walcott de streek. In 1862 vestigde Brockman een hofstede en landbouwstation langs de rivier Warren. Pemberton Walcott, naar wie het dorp later vernoemd zou worden, stichtte de 'Karri Dale'-boerderij aan de noordrand van het latere dorpsgebied. Lefroy bouwde een boerderij en graanmolen aan de Lefroybeek (het huidige '100 Year Forrest'). Walcott bleef tot minstens 1867. Tegen 1868 verbleef hij op 'Dwalganup Station' nabij het dorpje Boyop Brook. In 1872 werd 'Karri Dale' te koop aangeboden als een "huisje van vier kamers in baksteen, een overslagplaats en stal voor vee en een goed hof, vol met fruitbomen en permanent stromend water".
In 1913, op een locatie gekend als Big Brook, begon een nieuw overheidsbedrijf, 'State Saw Mills', twee houtzagerijen te bouwen om een half miljoen dwarsliggers voor de Trans-Australian Railway te produceren. De zagerijen stonden in een vallei om ervoor te zorgen dat ze niet zonder water zouden vallen en omdat het makkelijker was boomstammen naar beneden te rollen. Big Brook werd een bedrijvig privaat houtzagerijplaatsje met een gemeentehuis, een winkel, accommodatie voor het personeel, huisjes voor de zagerij-arbeiders, hutten voor alleenstaande mannen en twee pensions. Er werd gezocht naar een meer karakteristieke naam voor het plaatsje. De naam Walcott werd voorgesteld maar afgewezen door het postbedrijf omdat in het noorden van West-Australië reeds een Port Walcott bestond, ook genoemd naar Pemberton Walcott. William Locke Brockman, een lokale landbouwer en de zoon van pionier Edward Reveley Brockman, stelde Pemberton voor. Het dorp rond de zagerijen was weliswaar stevig verankerd maar de lokale gemeenschap eiste van de overheid toch officiële erkenning. Die eis resulteerde in het opmeten van kavels en in oktober 1925 werd Pemberton boven het doopvont gehouden.
De streek was in de jaren 1920 het centrum van een Group Settlement Scheme en na de Tweede Wereldoorlog van een 'War Service Land Settlement Scheme' maar beiden hadden slechts matig succes.
Vanaf de jaren 1980 begon Pemberton te groeien als toeristische trekpleister. Toerisme, vooral binnenlands, speelt er tot de dag van vandaag een belangrijke rol.

## 21e eeuw
Pemberton maakt deel uit van het lokale bestuursgebied (LGA) Shire of Manjimup. Het heeft een bibliotheek, een districtsschool en verscheidene sportfaciliteiten.
In 2003 verminderde de overheid de toegelaten kap van oerbos drastisch. De zagerijen in Pemberton schakelde over op de verwerking van blauwe gomboom- en grenenhout uit plantages. Daardoor waren ze in 2005 nog steeds de meestvoorkomende industrie en stelde 18.2% van de actieve bevolking van Pemberton te werk.
Pemberton wordt erkend als een van de belangrijkste wijngebieden met een koel klimaat in Australië en de regio herbergt vele wijnmakerijen. De wijnbouw maakt opgang. Er wordt veel weidegrond opgekocht en omgezet naar wijngaarden.

## Toerisme
Pemberton is omgeven door karribossen en er zijn 5 nationale parken op minder dan 20 minuten rijden, met tal van stromen, riviertjes en dammen voor recreatie. De Karri Forest Explorer Drive werd tot stand gebracht door het 'Department of Environment and Conservation' en verbindt alle toeristische attracties door middel van verharde en onverharde wegen.
In het nabijgelegen Gloucester National Park bevinden zich drie karribomen van meer dan 60 meter hoog die men kan beklimmen. De bekendste is de Gloucester Tree. De twee andere heten de Diamond Tree en de Dave Evans Bicentennial Tree die met z'n 75 meter de hoogste is. Ze dienen als brandtoren. De bomen hebben metalen sporten die bezoekers in staat stellen ze te beklimmen en de uitkijkpost op de top te bereiken. Het beklimmen van de Diamond Tree is sinds 2019 niet meer toegelaten.
Zes kilometer ten noorden van Pemberton ligt Big Brook Dam in het Pemberton State Forest. Het Bibbulmunwandelpad loopt er langs. Vogelhuisjes en pleisterplaatsen, BBQ-faciliteiten en een zandstrand zijn een genot voor de recreant. Een verhard pad rond het meer is een ideale manier om de hoge karribossen rondom te ervaren.
Als men het Bibbulmunwandelpad 30 kilometer naar het noorden volgt, kan men van de Beedelup Falls in het Greater Beedelup National Park genieten. Bezoekers kunnen de omgeving verkennen aan de hand van bezoekersinformatie, een ophangbrug en wandelpaden. De watervallen worden veroorzaakt door het hoogteverschil tussen de Darling Scarp en de Scott River Plain.
De Yeagarup Dunes in het nationaal park D'Entrecasteaux zijn de grootste inlandse duinen op het zuidelijke halfrond. Ze bewegen tegen vier meter per jaar in de richting van het 'Yeagarup Lake'. Het grootste zoetwatermeer van West-Australië ligt ook in dit park en strekt zich uit over een 450 hectaren. Het is uniek omdat het geen zijrivieren heeft, tien meter diep is en enkel bereikbaar is met een 4x4. Iets verderop in het uiterste noordwesten van het nationale park, tussen Augusta en Windy Harbour, ligt Black Point. De zwarte basaltzuilen werden ongeveer 135 miljoen jaar geleden gevormd.
The Cascades zijn een reeks lage watervallen in de 'Lefroy Brook'. De weg ernaartoe is afgesloten. Ze zijn echter bereikbaar met de tram. De 'Pemberton Tramway Company' baat een toeristische spoorlijn uit tussen Pemberton en 'Warren River Bridge' richting Northcliffe.

## Transport
Pemberton ligt langs de Vasse Highway. De SW1, SW3 en SW4-busdiensten van Transwa vanuit Perth doen Pemberton aan.

## Klimaat
Pemberton heeft een mediterraan klimaat met warme droge zomers en koele natte winters.
| Maand                                  | jan  | feb  | mrt  | apr  | mei   | jun   | jul   | aug   | sep   | okt  | nov  | dec  | Jaar  |
| -------------------------------------- | ---- | ---- | ---- | ---- | ----- | ----- | ----- | ----- | ----- | ---- | ---- | ---- | ----- |
| Hoogste maximum (°C)                   | 43,2 | 41,7 | 40,0 | 33,8 | 28,5  | 23,2  | 22,0  | 24,9  | 28,3  | 33,6 | 38,0 | 40,4 | 43,2  |
| Gemiddeld maximum (°C)                 | 26,1 | 26,3 | 24,4 | 21,1 | 18,1  | 15,9  | 15,0  | 15,4  | 16,6  | 18,7 | 21,3 | 23,8 | 20,2  |
| Gemiddeld minimum (°C)                 | 13,1 | 13,6 | 12,7 | 10,9 | 9,4   | 8,1   | 7,2   | 7,0   | 7,6   | 8,6  | 10,3 | 11,9 | 10,0  |
| Laagste minimum (°C)                   | 4,0  | 5,6  | 3,9  | −0,8 | 2,0   | −0,4  | 0,0   | 0,0   | 0,4   | 0,6  | 2,5  | 4,4  | −0,8  |
|                                        |      |      |      |      |       |       |       |       |       |      |      |      |       |
| Neerslag (mm)                          | 22,1 | 19,1 | 37,1 | 75,4 | 150,2 | 192,4 | 211,4 | 168,6 | 128,2 | 90,6 | 61,3 | 34,6 | 1.191 |
| Regendagen (dag)                       | 6,9  | 6,6  | 8,8  | 13,2 | 18,0  | 21,0  | 22,6  | 22,0  | 18,8  | 16,2 | 12,4 | 9,6  | 176,1 |
| Bron: Australian Bureau of Meteorology |      |      |      |      |       |       |       |       |       |      |      |      |       |